# Rue de la Présentation
La rue de la Présentation est une voie du 11e arrondissement de Paris, en France.

## Situation et accès
La rue de la Présentation est une voie publique située dans le 11e arrondissement de Paris. Elle débute au 43, rue de l'Orillon et se termine au 112, rue du Faubourg-du-Temple. Elle croise en son milieu la rue Louis-Bonnet.
Le quartier est desservi par les lignes 2 et 11 à la station Belleville.

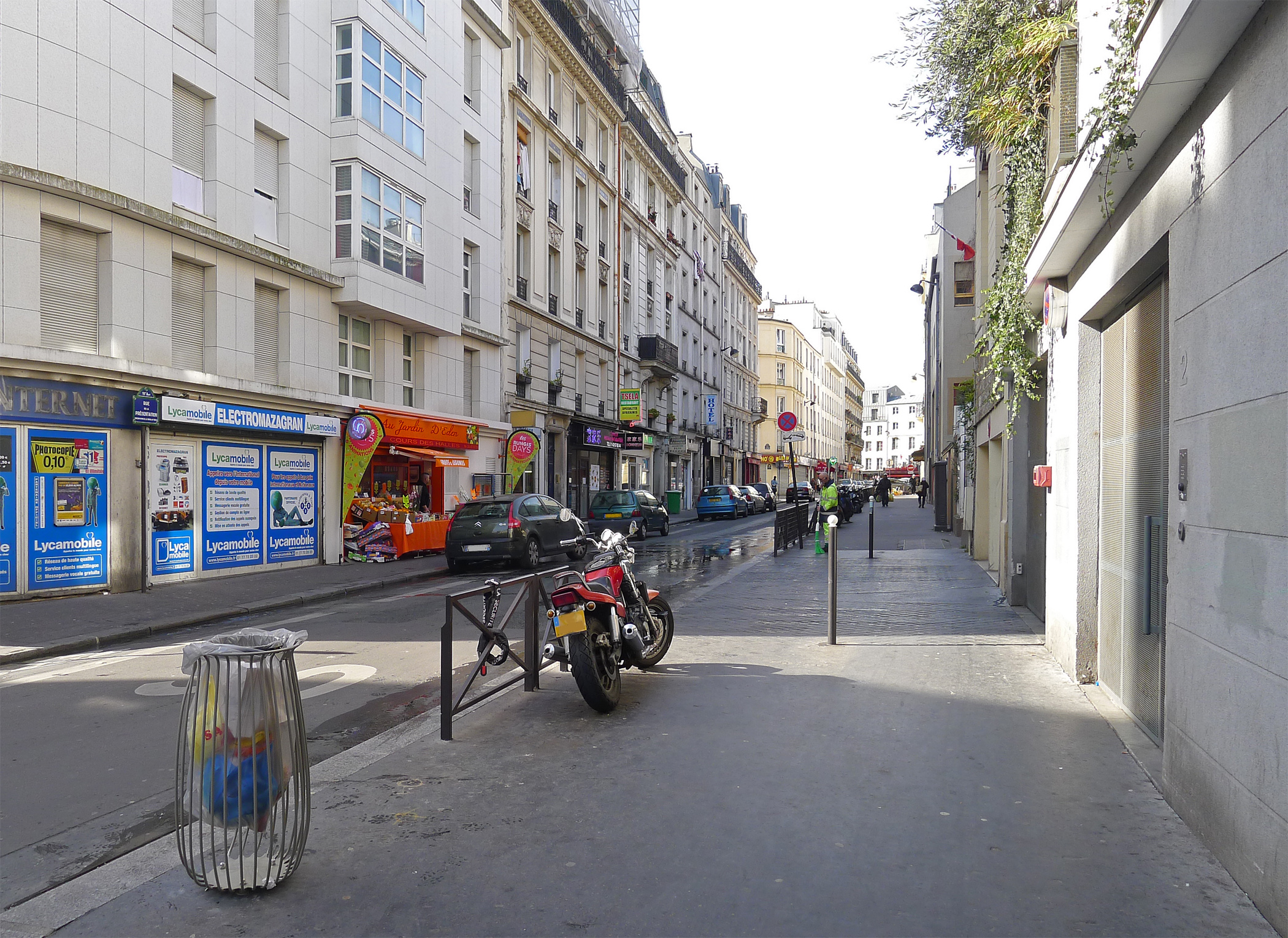
Rue de la Présentation vue depuis la rue de l'Orillon.

## Origine du nom
Son nom actuel rappelle la Présentation de la Vierge au Temple.

## Historique
Ancienne « rue Sainte-Marie-du-Temple », elle prend son nom actuel par arrêté du 1er février 1877.
En 2022, la partie orientale de la rue est piétonnisée.

## Bâtiments remarquables et lieux de mémoire
- No 8 : la militante Maria Verdure (1849-1878) vécut, avec ses parents, à cette adresse[2].